# Укладка Россмана
Укладка Россмана — структурный мотив в третичной структуре белка, который связывает нуклеотиды (в частности, кофактор НАД). Структура, состоящая из двух идентичных частей, содержит шесть почти параллельных β-листов, соединённых между собой двумя парами α-спиралей, следующих в порядке β-α-β-α-β. Поскольку каждая укладка Россмана может связать один нуклеотид, связывающий домен для динуклеотидов, таких как НАД, состоит из двух параллельных укладок Россмана. Одиночная укладка Россмана может связать мононуклеотид, например, кофактор ФМН.
Мотив назван по имени Майкла Россмана, который первым обнаружил и описал эту структуру как часто встречающуюся в нуклеотид-связывающих белках, таких, как дегидрогеназы.
В 1989 году Исраэль Ханукоглу из Института Вейцмана обнаружил, что нуклеотидная последовательность для НАДФ-связывающих структур в некоторых белках отличается от мотивов, связывающих НАД. Это открытие было использовано для реинжиниринга кофакторной избирательности ферментов.